# Murat Yakin
Murat Yakin (Bazel, 15 september 1974) is een Zwitsers voormalig profvoetballer van Turkse afkomst die als verdediger speelde. Hij stapte nadien het trainersvak in. In augustus 2021 werd hij aangesteld als bondscoach van Zwitserland. Hij is de oudere broer van Hakan Yakin (1977), net als hij voormalig international van Zwitserland.

## Interlandcarrière
Onder leiding van bondscoach Roy Hodgson maakte Yakin zijn debuut voor de Zwitserse nationale ploeg op 6 september 1994 in de vriendschappelijke wedstrijd in Sion tegen de Verenigde Arabische Emiraten (1-0), net als doelman Pascal Zuberbühler (Grasshoppers), Giuseppe Mazzarelli (FC Zürich) en Pascal Thüler (Grasshoppers). Yakin moest in dat duel voortijdig naar de kant na een tweede gele kaart in de 72ste minuut. Hij droeg driemaal de aanvoerdersband bij de Zwitsers.
| Interlanddoelpunten | Interlanddoelpunten | Interlanddoelpunten | Interlanddoelpunten        | Interlanddoelpunten | Interlanddoelpunten | Interlanddoelpunten | Interlanddoelpunten |
| №                   | Datum               | Locatie             | Wedstrijd                  | Goal(s)             | Score               | Uitslag             | Competitie          |
| ------------------- | ------------------- | ------------------- | -------------------------- | ------------------- | ------------------- | ------------------- | ------------------- |
| 1                   | 06.10.1996          | Helsinki            | Finland – Zwitserland      | 54'                 | 1 – 3               | 2 – 3               | WK-kwalificatie     |
| 2                   | 11.10.1997          | Zürich              | Zwitserland – Azerbeidzjan | 42'                 | 3 – 0               | 5 – 0               | WK-kwalificatie     |
| 3                   | 21.08.2002          | Bazel               | Zwitserland – Oostenrijk   | 76' (pen.)          | 3 – 1               | 3 – 2               | Oefeninterland      |
| 4                   | 12.10.2002          | Tirana              | Albanië – Zwitserland      | 38'                 | 0 – 1               | 1 – 1               | EK-kwalificatie     |

## Erelijst

### Als speler
Grasshoppers
- Landskampioen

1995, 1996
- Zwitserse beker

1994
 FC Basel
- Landskampioen

2002, 2004, 2005
- Zwitserse beker

2002, 2003
- Zwitsers voetballer van het jaar

2002

### Als trainer-coach
FC Basel
- Zwitsers landskampioen

2013, 2014